# Iveta
Iveta ist ein weiblicher Vorname.

## Herkunft und Bedeutung
Iveta ist eine baltische und slawische weibliche Form zum Vornamen Ivo.

## Namenstag
Der lettische Namenstag ist der 12. Dezember.

## Namensträgerinnen
- Iveta Apkalna (* 1976), lettische Organistin
- Iveta Benešová (* 1983), tschechische Tennisspielerin
- Iveta Knížková (* 1967), tschechische Biathletin
- Iveta Korešová (* 1989), tschechische Handballspielerin
- Iveta Lukošiūtė (*  1980), litauisch-amerikanische Tänzerin
- Iveta Mukuchyan (* 1986), deutsch-armenische Sängerin
- Iveta Radičová (geborene Karafiátová; * 1956),  slowakische Soziologin und Politikerin (SDKÚ-DS) und Ministerpräsidentin der Slowakei